# ケンちゃんとBINちゃんの夜の課外授業
ケンちゃんとBINちゃんの夜の課外授業（けんちゃんとびんちゃんのよるのかがいじゅぎょう）は、山陽放送で放送されていたラジオ番組。

## 備考
- かつてケンちゃんとして一世を風靡した宮脇健とシンガーであるBINこと村井敏朗が月替わりによるゲストとのトークを展開していく。
- 宮脇はスポンサーである三洋金属の取締役営業部長でもある。

## ケンちゃんとBINちゃんの夜の課外授業SUPER
『ケンちゃんとBINちゃんの夜の課外授業SUPER』（けんちゃんとびんちゃんのよるのかがいじゅぎょうすーぱー）とは、2011年4月4日から2013年3月25日まで、山陽放送ラジオで放送されたトーク番組で、『ケンちゃんとBINちゃんの夜の課外授業』をリニューアル。
| 山陽放送ラジオ 月曜日23時台後半        | 山陽放送ラジオ 月曜日23時台後半          | 山陽放送ラジオ 月曜日23時台後半                 |
| 前番組                                 | 番組名                                   | 次番組                                          |
| -------------------------------------- | ---------------------------------------- | ----------------------------------------------- |
| 焦土に聞こえたアンサンブル(アンコール) | ケンちゃんとBINちゃんの夜の課外授業SUPER | 大橋純子のロマンスをあなたへ 日曜21時から移動。 |